# Susan Perkins (miss America)
Ne doit pas être confondu avec Susan Perkins.
Susan Perkins Botsford, née le 28 avril 1954 à Middletown dans l'Ohio aux États-Unis, est couronnée Miss Clayland en 1977, Miss Ohio (en) 1977, puis Miss America 1978.

## Source de la traduction
- (en) Cet article est partiellement ou en totalité issu de l’article de Wikipédia en anglais intitulé « Susan Perkins » (voir la liste des auteurs).